# Sinojurina
Sinojurina – wymarły rodzaj owadów z rzędu Glosselytrodea, obejmujący tylko jeden znany gatunek: Sinojurina permiana.
Gatunek i rodzaj opisali w 2007 roku Huang Diying, André Nel, Lin Qibin i Dong Fabing na podstawie odcisku skrzydła, odkrytego w formacji Yinping w chińskim Anhui i datowanego na perm środkowy. Autorzy zrezygnowali z przyporządkowania go do rodziny. W rodzinie Glosselytridae umieszczony został w 2013 przez Aleksandra Rasnicyna i Daniła Aristowa.
Owad ten miał przednie skrzydło długości 15,5 mm oraz szerokości 4,3 mm, o zaokrąglonym wierzchołku i prostych brzegach: kostalnym i tylnym, wyposażone w ponad 15 żyłek podłużnych w części środkowej. Równolegle i w dużej bliskości do brzegów skrzydła biegła wyraźna żyłka. Rejon analny zakończony był wyraźnie bardziej przynasadowo niż niezbyt szeroki rejon prekostalny. W rejonie analnym biegły trzy proste żyłki podłużne.